# Липец (община Виница)
Липец (макед. Липец) — село в Республике Македония, входит в общину Виница.
Село расположено в горном массиве Плачковица, к югу от административного центра общины — города Виница. Высота над уровнем моря — 787 м. Ближайшие населённые пункты — сёла Блатец и Градец.

## История
В 1900 году здесь проживало 724 жителя, из которых 360 — турки, 340 болгары (македонцы)—христиане и 24 цыгане. В 1905 году 440 жителей села были прихожанами церкви Болгарской екзархии, в селе была школа.